# 薩法航空
薩法航空是一間南非的航空公司，提供包機、租賃飛機和售賣飛機服務。另外還有機場通訊、機師訓練、維修服務，樞紐機場為奧利弗·坦博國際機場。

## 歷史
航空公司成立於1969年3月，並於翌年3月18日開始提供服務。直至1990年代，航空公司主要服務本地的貨運服務。到了1991年，增加了飛機維修和隔夜快遞業務。在1998年，航空公司購買了49％的股份的承辦航空（愛爾蘭航空公司），於1998年12月，帝國控股收購了航空公司，價值4000萬美元。

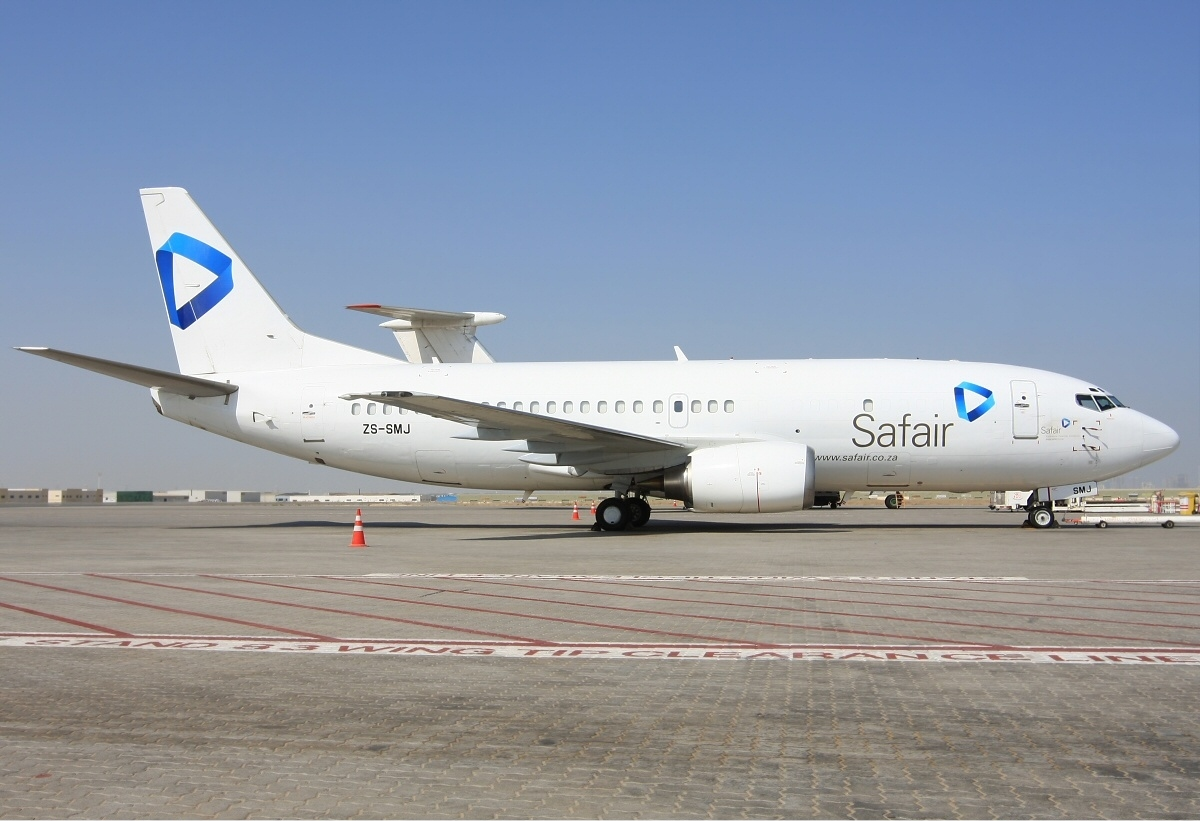
B737-300

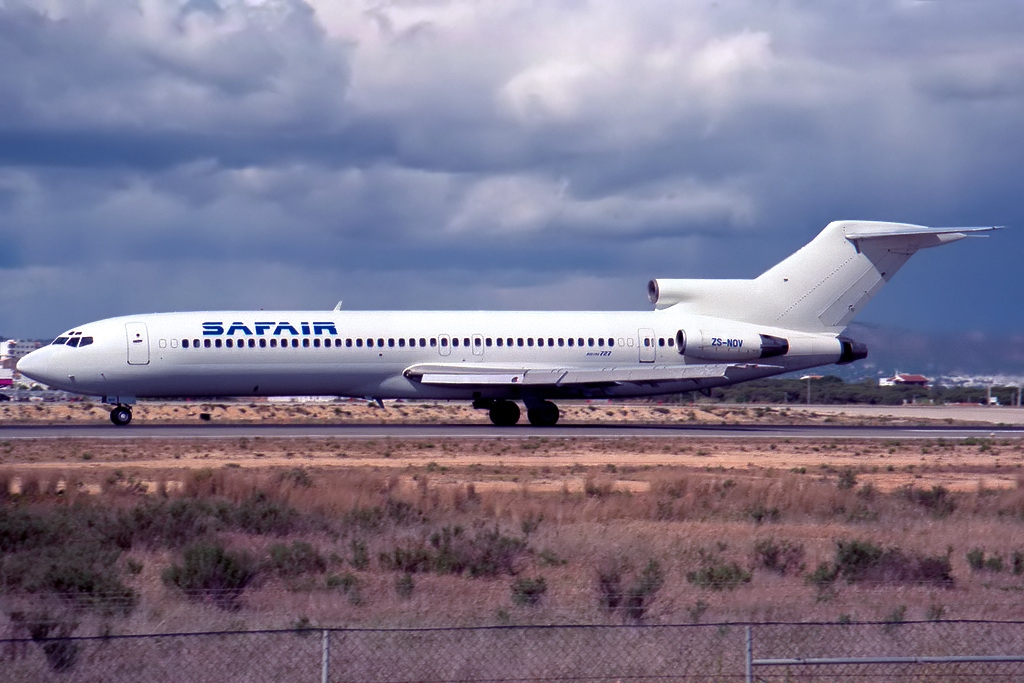
B727-230

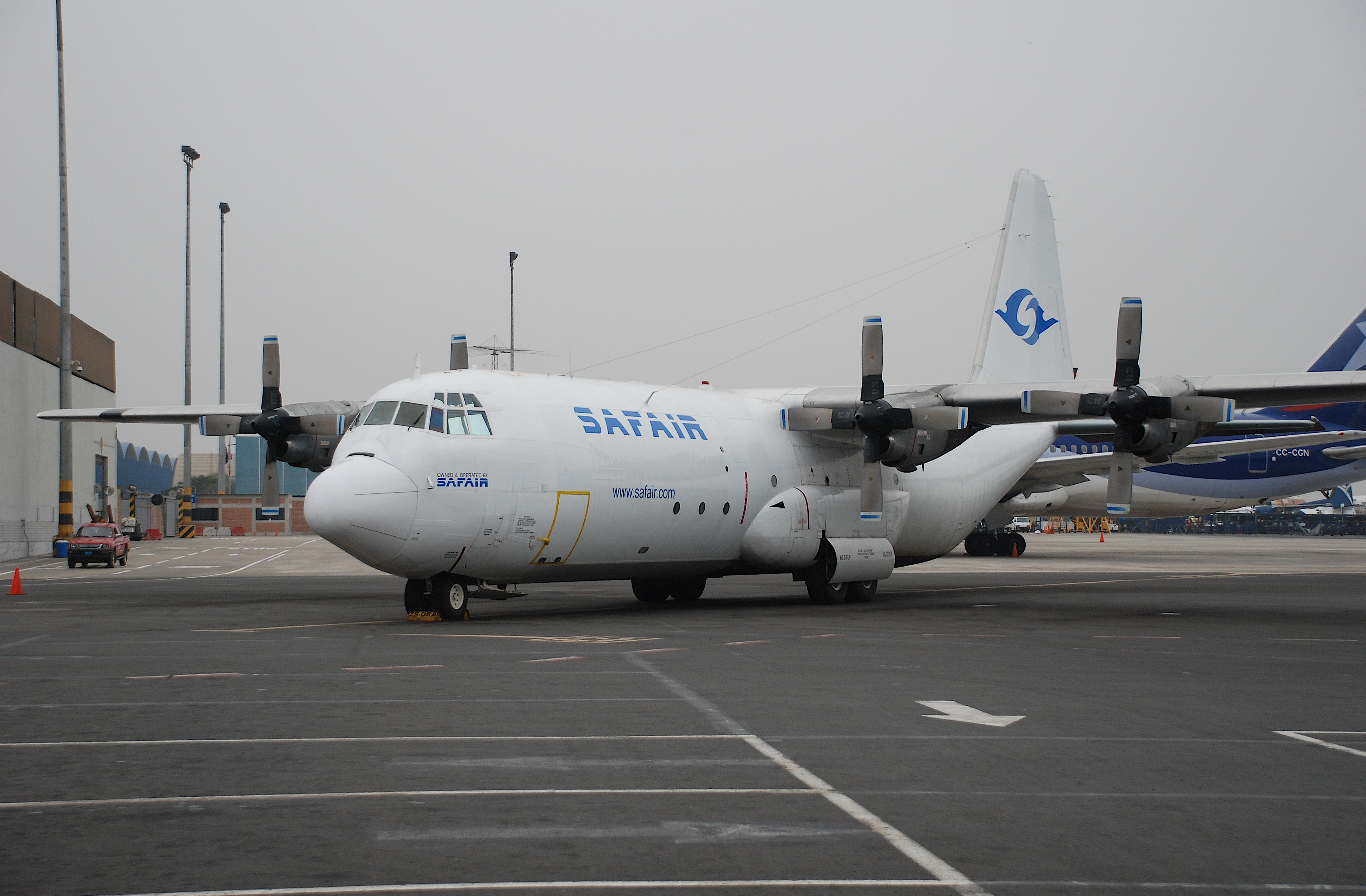
C-130

## 機隊
截至2019年7月，薩法航空有以下機隊：
- 1架波音737-400C
- 10架波音737-400
- 7架波音737-800
- 6架洛克希德L-100運輸機

## 備註
1. ↑  國際航空2005年4月12-18日

## 外部連結
- Safair （页面存档备份，存于）